# Acrolophus walsinghami
Acrolophus walsinghami är en fjärilsart som beskrevs av Heinrich Benno Möschler 1890. Acrolophus walsinghami ingår i släktet Acrolophus och familjen Acrolophidae. Inga underarter finns listade i Catalogue of Life.